# Leo Klier
Leo Anthony "Crystal" Klier (Washington, Indiana, 21 de marzo de 1923 - Naperville, Illinois,
4 de junio de 2005) fue un jugador y entrenador de baloncesto estadounidense que disputó dos temporadas entre la BAA y la NBA, además de jugar en la NBL y la NPBL. Con 1,88 metros de estatura, jugaba en la posición de escolta.

## Trayectoria deportiva

### Universidad
Jugó durante tres temporadas con los Fighting Irish de la Universidad de Notre Dame, interrumpidas por su servicio en la Armada de los Estados Unidos durante la Segunda Guerra Mundial, liderando al equipo en anotación en 1944, con 15,4 puntos por partido, y en 1946, con 17,9, ambas récord en esos momentos de su universidad. Durante el año que estuvo ausente, Vince Boryla le arrebató el récord de anotación, consiguiendo 306 puntos, pero fue superado al año siguiente por Klier con 366. En ambas temporadas fue incluido en el primer equipo consensuado All-American.

### Profesional
Comenzó su carrera profesional en los Indianapolis Kautskys de la NBL, donde permaneció dos temporadas, siendo traspasado en 1948 a los Fort Wayne Pistons de la BAA. En su primera temporada en el equipo promedió 7,4 puntos y 1,2 asistencias por partido.
Al año siguiente la liga se convirtió en la NBA, jugando una temporada más con la camiseta de los Pistons, promediando 6,9 puntos y 1,8 asistencias por encuentro.
En 1950 fichó por los Anderson Packers de la efímera NPBL, jugando su última temporada como profesional,ejerciendo como jugador-entrenador, en la que promedió 9,6 puntos por partido.

#### Estadísticas en la BAA y la NBA

##### Temporada regular
| Temporada | Edad | Equipo             | Liga  | P   | TIT | MIN | TC  | TCA  | %TC  | 3P | 3PA | %3P | TL  | TLA | %TL  | R.OF. | R.DEF. | REB | ASIS | ROB | TAP | PER | FP  | PTS |
| 1948-49   | 25   | Fort Wayne Pistons | BAA   | 47  |     |     | 2.7 | 10.5 | .254 |    |     |     | 2.1 | 2.9 | .708 |       |        |     | 1.2  |     |     |     | 2.6 | 7.4 |
| 1949-50   | 26   | Fort Wayne Pistons | NBA   | 66  |     |     | 2.4 | 7.8  | .304 |    |     |     | 2.1 | 2.9 | .742 |       |        |     | 1.8  |     |     |     | 2.7 | 6.9 |
| Total     |      |                    | TOTAL | 113 |     |     | 2.5 | 8.9  | .280 |    |     |     | 2.1 | 2.9 | .728 |       |        |     | 1.6  |     |     |     | 2.7 | 7.1 |
|           |      |                    | NBA   | 66  |     |     | 2.4 | 7.8  | .304 |    |     |     | 2.1 | 2.9 | .742 |       |        |     | 1.8  |     |     |     | 2.7 | 6.9 |
|           |      |                    | BAA   | 47  |     |     | 2.7 | 10.5 | .254 |    |     |     | 2.1 | 2.9 | .708 |       |        |     | 1.2  |     |     |     | 2.6 | 7.4 |

##### Playoffs
| Temporada | Edad | Equipo             | Liga | P | MIN | TCA | TC | 3PA | 3P | TLA | TL | R.OF. | REB | ASIS | ROB | TAP | PER | FP | PTS | %TC  | %3P | %FT   | MIN | PTS | REB | AST |
| 1949-50   | 26   | Fort Wayne Pistons | NBA  | 2 |     | 0   | 3  |     |    | 1   | 1  |       |     | 3    |     |     |     | 1  | 1   | .000 |     | 1.000 |     | 0.5 |     | 1.5 |
| Total     |      |                    | NBA  | 2 |     | 0   | 3  |     |    | 1   | 1  |       |     | 3    |     |     |     | 1  | 1   | .000 |     | 1.000 |     | 0.5 |     | 1.5 |